# جيروم فيراري
جيروم فيراري (بالفرنسية: Jérôme Ferrari)‏ (و. 1968 – م) هو كاتب من فرنسا . ولد في باريس.

## جوائز
حصل على جوائز منها:
- جائزة غونكور (2012).

## روابط خارجية
- جيروم فيراري على موقع مونزينجر (الألمانية)